# Ты там, Мориарти?
«Ты там, Мориарти?» — салонная игра, изначально предназначавшаяся для увеселения молодых офицеров, только что присоединившихся к какому-либо подразделению. Однако она оставалась излюбленным развлечением широких масс людей в течение более ста лет, в частности, из-за широкой известности персонажа, чье имя было употреблено в названии игры. В игре принимают участие два игрока (собственно «Мориарти» и «Холмс»), возможна аудитория. Считается хорошей игрой для подростков и юношества.

## Правила игры
Каждому игроку надевают на глаза маску для сна и дают свёрнутую наподобие дубинки газету. Затем они оба ложатся на пол друг напротив друга, животом вниз. Первый игрок вызывает второго, произнося: «Ты здесь, Мориарти?». Другой игрок отвечает: «Да». Затем первый игрок по звуку приблизительно определяет местонахождение второго и один раз бьёт его газетой. Во избежание удара умелый игрок может сразу же после крика «да» переместиться на другую позицию. Но при этом, согласно правилам, колени игроков должны все время оставаться в одном и том же положении.
Затем игроки меняются ролями и повторяют вышеизложенные действия неограниченное число раз. Победитель определяется количеством точных ударов на момент окончания игры.
Несмотря на издаваемый вторым игроком звук, всегда есть большая вероятность промаха первого, что как раз направлено на увеселение зрителей.

## В искусстве
Игра в «Ты там, Мориарти?» была описана в романе Дэвида Николлза «Один день», а также показана в одноимённой экранизации 2011 года.